# باسكال تيوفيل
باسكال تيوفيل (بالفرنسية: Pascal Théophile)‏ هو منافس ألعاب قوى فرنسي، ولد في 22 فبراير 1970 في بوانت-آه-بيتر في فرنسا.

## وصلات خارجية
- باسكال تيوفيل على موقع الاتحاد الدولي لألعاب القوى (الإنجليزية)
- باسكال تيوفيل على موقع الاتحاد الفرنسي لألعاب القوى (الفرنسية)
- باسكال تيوفيل على موقع أوليمبيديا (الإنجليزية)